# Verwaltungsgliederung der Republik Tschetschenien
Die Republik Tschetschenien im Föderationskreis Nordkaukasus der Russischen Föderation gliedert sich seit 2012 in 17 Rajons und 2 Stadtkreise. Den Rajons waren 2010 insgesamt 4 Stadt- und 219 Landgemeinden unterstellt.

## Stadtkreise
| Stadtkreis | Einwohner | Fläche (km²) | Bevölkerungs- dichte (Ew./km²) | Lage |
| ---------- | --------- | ------------ | ------------------------------ | ---- |
| Argun      | 42.797    | 42           | 1019                           |      |
| Grosny     | 250.803   | 305          | 822                            |      |

## Rajons
Die folgende Tabelle führt die Gliederung der Republik Tschetschenien bis 2012 auf. In diesem Jahr wurden zwei neue Rajons geschaffen: der Galantschoschski rajon mit Sitz im Dorf Galantschosch (aus dem südlichen Teil des Atschchoi-Martanowski rajon und dem westlichen Teil des Itum-Kalinski rajon) sowie der Tscheberlojewski rajon mit Sitz in Scharo-Argun (aus dem östlichen Teil des Schatoiski rajon und dem südlichen Teil des Wedenski rajon).
| Rajon                 | Einwohner | Fläche (km²) | Bevölkerungs- dichte (Ew./km²) | Stadt- bevölkerung | Land- bevölkerung | Verwaltungssitz  | Weitere Orte | Anzahl Stadt- gemeinden | Anzahl Land- gemeinden | Lage |
| --------------------- | --------- | ------------ | ------------------------------ | ------------------ | ----------------- | ---------------- | ------------ | ----------------------- | ---------------------- | ---- |
| Atschchoi-Martanowski | 75.059    | 1050         | 71                             | –                  | 75.059            | Atschchoi-Martan |              | –                       | 12                     |      |
| Grosnenski            | 120.196   | 1510         | 80                             | –                  | 120.196           | Grosny           |              | –                       | 26                     |      |
| Gudermesski           | 125.620   | 710          | 177                            | 58.467             | 67.153            | Gudermes         | Oischara     | 2                       | 19                     |      |
| Itum-Kalinski         | 6.911     | 2200         | 3                              | –                  | 6.911             | Itum-Kale        |              | –                       | 17                     |      |
| Kurtschalojewski      | 114.244   | 980          | 117                            | –                  | 114.244           | Kurtschaloi      |              | –                       | 13                     |      |
| Nadteretschny         | 58.341    | 650          | 90                             | 5.316              | 53.025            | Snamenskoje      | Goragorsk    | –                       | 11                     |      |
| Naurski               | 55.435    | 2200         | 25                             | –                  | 55.435            | Naurskaja        |              | –                       | 14                     |      |
| Noschai-Jurtowski     | 47.740    | 630          | 76                             | –                  | 47.740            | Noschai-Jurt     |              | –                       | 22                     |      |
| Schalinski            | 122.628   | 660          | 186                            | 52.078             | 70.550            | Schali           | Tschiri-Jurt | 1                       | 9                      |      |
| Scharoiski            | 2.391     | 380          | 6                              | –                  | 2.391             | Chimoi           |              | –                       | 11                     |      |
| Schatoiski            | 16.744    | 510          | 33                             | –                  | 16.744            | Schatoi          |              | –                       | 15                     |      |
| Schelkowskoi          | 56.331    | 2990         | 19                             | –                  | 56.331            | Schelkowskaja    |              | –                       | 19                     |      |
| Sunschenski           | 21.453    | 450          | 48                             | –                  | 21.453            | Sernowodskoje    |              | –                       | 2                      |      |
| Urus-Martanowski      | 124.370   | 650          | 191                            | 52.399             | 71.971            | Urus-Martan      |              | 1                       | 11                     |      |
| Wedenski              | 26.979    | 956          | 28                             | –                  | 26.979            | Wedeno           |              | –                       | 18                     |      |

Anmerkungen:
1. 1 2  Einwohnerzahlen vom 1. Januar 2010 (Berechnung)
2. ↑  Siedlungen städtischen Typs bzw. Stadtgemeinden
3. ↑  Stadt gehört nicht zum Rajon, sondern bildet eigenständigen Stadtkreis; Einwohnerzahl der Stadt nicht bei der Berechnung der Bevölkerungsdichte berücksichtigt
4. ↑  Stadt bildete seit der Verwaltungsreform 2005 einen eigenständigen Stadtkreis, der aber 2009 mit dem Rajon vereinigt wurde
5. ↑  seit 2009 Dorf und Verwaltungssitz einer Landgemeinde unter diesem Namen; zuvor Siedlung städtischen Typs (Stadtgemeinde) Goragorski; in den Einwohnerdaten 2010 ist die Bevölkerungszahl noch der Stadtbevölkerung zugerechnet
6. ↑  seit 2009 Dorf und Verwaltungssitz einer Landgemeinde; zuvor Siedlung städtischen Typs (Stadtgemeinde); in den Einwohnerdaten 2010 ist die Bevölkerungszahl noch der Stadtbevölkerung zugerechnet